# Station Naninne

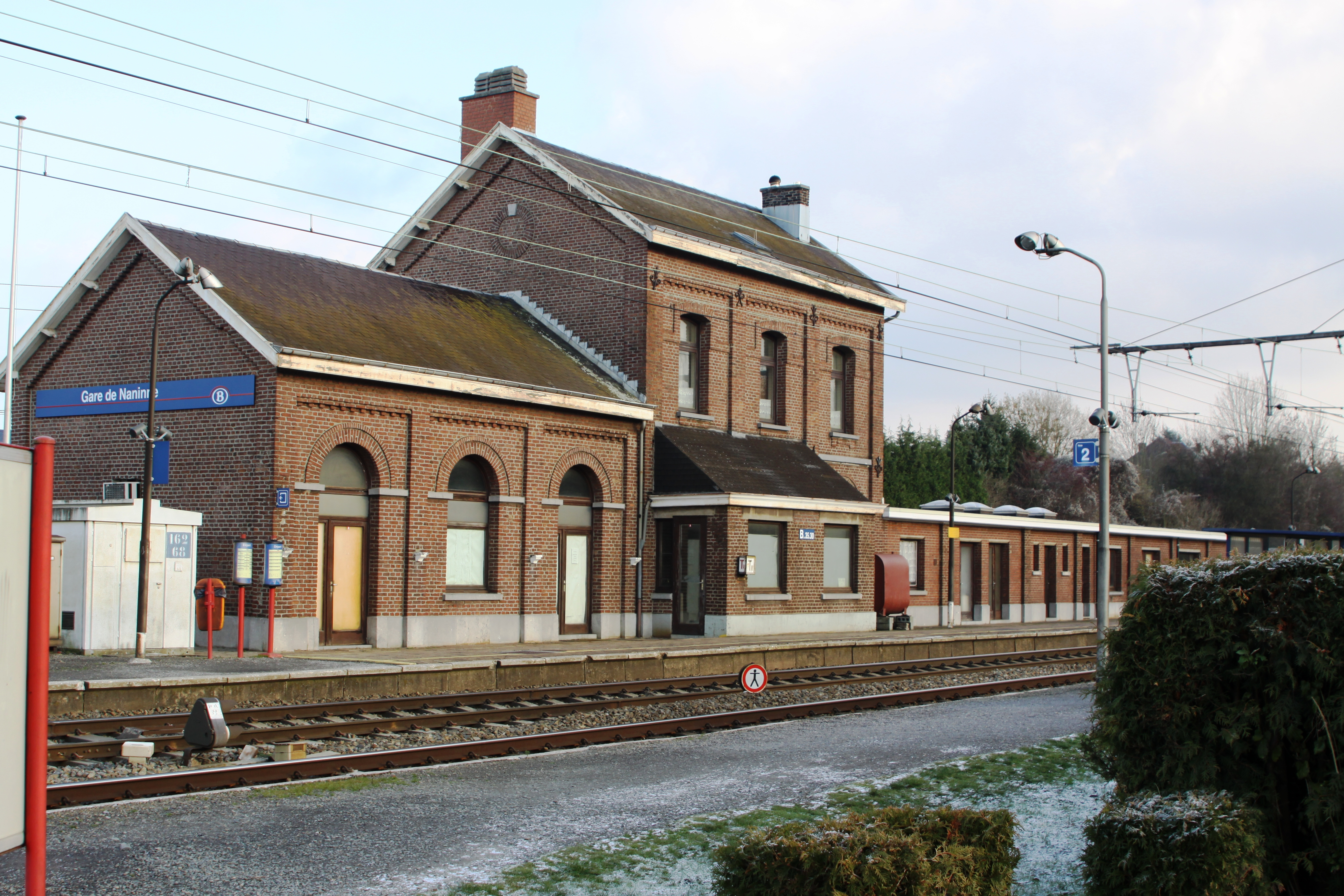

Station Naninne is een spoorwegstation langs spoorlijn 162 (Namen - Aarlen - Luxemburg) in Naninne, een deelgemeente van de stad Namen. Het is nu een stopplaats. In 2017 werd de overweg naast het station afgeschaft en kwam er een brug over de sporen. Op hetzelfde moment werden de perrons verhoogd en integraal toegankelijk gemaakt.

## Treindienst
| Serie       | Treinsoort          | Route | Bijzonderheden                 |
| ----------- | ------------------- | --- | ------------------------------ |
| L 5750      | L-trein (NMBS)      | Namen – Naninne – Sart-Bernard – Ciney                                                                                          | Rijdt in het weekend 1x/2 uur. |
| P 7670/8670 | Piekuurtrein (NMBS) | [ Namen – Naninne – Sart-Bernard ] / [ Rochefort-Jemelle – [ Libramont ] / [ Rivage – Luik-Guillemins – Luik-Sint-Lambertus ] ] | Rijdt alleen op werkdagen.     |

## Reizigerstellingen
De grafiek en tabel geven het gemiddeld aantal instappende reizigers weer op een week-, zater- en zondag.
| Tabel: aantal instappende reizigers station Naninne | Tabel: aantal instappende reizigers station Naninne | Tabel: aantal instappende reizigers station Naninne | Tabel: aantal instappende reizigers station Naninne |
|                                                     | Weekdag                                             | Zaterdag                                            | Zondag                                              |
| --------------------------------------------------- | --------------------------------------------------- | --------------------------------------------------- | --------------------------------------------------- |
| 1977                                                | 303                                                 | 70                                                  | 48                                                  |
| 1978                                                | 289                                                 | 74                                                  | 53                                                  |
| 1979                                                | 269                                                 | 62                                                  | 51                                                  |
| 1980                                                | 324                                                 | 93                                                  | 50                                                  |
| 1981                                                | 321                                                 | 81                                                  | 36                                                  |
| 1982                                                | 289                                                 | 92                                                  | 66                                                  |
| 1983                                                | 351                                                 | 90                                                  | 61                                                  |
| 1984                                                | 354                                                 | 73                                                  | 37                                                  |
| 1985                                                | 285                                                 | 98                                                  | 121                                                 |
| 1986                                                | 300                                                 | 110                                                 | 87                                                  |
| 1987                                                | 252                                                 | 133                                                 | 88                                                  |
| 1988                                                | 320                                                 | 131                                                 | 49                                                  |
| 1989                                                | 324                                                 | 152                                                 | 47                                                  |
| 1990                                                | 297                                                 | 95                                                  | 64                                                  |
| 1991                                                | 325                                                 | 67                                                  | 49                                                  |
| 1992                                                | 309                                                 | 103                                                 | 55                                                  |
| 1993                                                | 289                                                 | 76                                                  | 64                                                  |
| 1994                                                | 255                                                 | 59                                                  | 11                                                  |
| 1995                                                | 212                                                 | 58                                                  | 26                                                  |
| 1996                                                | 212                                                 | 62                                                  | 50                                                  |
| 1997                                                | 220                                                 | 39                                                  | 27                                                  |
| 1998                                                | 199                                                 | 48                                                  | 30                                                  |
| 1999                                                | 163                                                 | 36                                                  | 22                                                  |
| 2000                                                | 166                                                 | 54                                                  | 21                                                  |
| 2001                                                | 164                                                 | 39                                                  | 20                                                  |
| 2002                                                | 142                                                 | 38                                                  | 21                                                  |
| 2003                                                | 151                                                 | 42                                                  | 16                                                  |
| 2004                                                | 167                                                 | 40                                                  | 14                                                  |
| 2005                                                | 153                                                 | 34                                                  | 12                                                  |
| 2006                                                | 171                                                 | 47                                                  | 16                                                  |
| 2007                                                | 153                                                 | 51                                                  | 32                                                  |
| 2008                                                | -                                                   | -                                                   | -                                                   |
| 2009                                                | 162                                                 | 38                                                  | 22                                                  |
| 2010                                                | -                                                   | -                                                   | -                                                   |
| 2011                                                | -                                                   | -                                                   | -                                                   |
| 2012                                                | 135                                                 | 41                                                  | 14                                                  |
| 2013                                                | 151                                                 | 30                                                  | 31                                                  |
| 2014                                                | 197                                                 | 45                                                  | 37                                                  |
| 2015                                                | 148                                                 | 22                                                  | 20                                                  |
| 2016                                                | 147                                                 | 35                                                  | 30                                                  |
| 2017                                                | 135                                                 | 30                                                  | 24                                                  |
| 2018                                                | 175                                                 | 29                                                  | 20                                                  |
| 2019                                                | 179                                                 | 55                                                  | 27                                                  |
| 2020                                                | 133                                                 | 25                                                  | 17                                                  |
| 2021                                                | -                                                   | -                                                   | -                                                   |
| 2022                                                | 200                                                 | 49                                                  | 45                                                  |
| 2023                                                | 237                                                 | 85                                                  | 88                                                  |
| 2024                                                | 211                                                 | 58                                                  | 47                                                  |

Beez ·
Dave-Nord ·
Dave-Saint-Martin ·
Faubourg-Saint-Nicolas ·
Flawinne ·
Jambes ·
Jambes-Est ·
Marche-les-Dames ·
Namen ·
Naninne ·
Ronet ·
Velaine
0,0: Namen ·
2,1: Jambes-Oost ·
5,0: Dave-Saint-Martin ·
7,8: Naninne ·
10,9: Sart-Bernard ·
14,0: Courrière ·
16,7: Assesse ·
18,3: Florée ·
20,5: Natoye ·
26,4: Braibant ·
29,0: Ciney ·
32,0: Leignon ·
32,9: Chapois ·
39,1: Haversin ·
45,8: Hogne ·
48,9: Aye ·
51,2: Marloie ·
57,6: Rochefort-Jemelle ·
60,0: Forrières ·
62,8: Lesterny ·
65,9: Grupont ·
72,1: Mirwart ·
76,2: Poix-Saint-Hubert ·
80,0: Hatrival ·
89,7: Libramont ·
94,8: Verlaine ·
98,5: Neufchâteau ·
100,4: Hamipré ·
105,0: Cousteumont ·
107,1: Lavaux ·
111,1: Mellier ·
114,8: Marbehan ·
115,9: Rulles ·
118,5: Houdemont ·
121,6: Habay ·
125,8: Hachy ·
128,0: Fouches ·
132,7: Stockem ·
134,0: Viville ·
135,8: Aarlen ·
137,6: Weyler ·
140,3: Autelbas ·
142,6: Barnich ·
145,5: Sterpenich